# Partido Popular Democrático Revolucionario
El Partido Popular Democrático Revolucionario( en inglés,  Democratic Revolutionary Peoples Party, DRPP) fue un partido político de la región india de Manipur. En 2002, dos de sus veintitrés candidatos fueron elegidos y tuvieron 51.916 votos. Después de las elecciones el partido se unió al Secular Progressive Front dirigido por el Indian National Congress (INC) y se presentó formando parte de estos partidos en 2004.
- Datos: Q5255816